# Valleruela de Sepúlveda
Valleruela de Sepúlveda est une commune de la province de Ségovie dans la communauté autonome de Castille-et-León en Espagne.

## Sites et patrimoine
- Chapelle Cristo del Humilladero
- Église Nuestra Senora del Barrio
- Tour del Cerro en ruines